# Cantó d'Acheux-en-Amiénois
El cantó d'Acheux-en-Amiénois és un cantó francès del departament del Somme, situat al districte d'Amiens. Té 26 municipis i el cap és Acheux-en-Amiénois.

## Municipis
- Acheux-en-Amiénois
- Arquèves
- Authie
- Bayencourt
- Bertrancourt
- Bus-lès-Artois
- Coigneux
- Colincamps
- Courcelles-au-Bois
- Englebelmer
- Forceville
- Harponville
- Hédauville
- Hérissart
- Léalvillers
- Louvencourt
- Mailly-Maillet
- Marieux
- Puchevillers
- Raincheval
- Saint-Léger-lès-Authie
- Senlis-le-Sec
- Thièvres
- Toutencourt
- Varennes
- Vauchelles-lès-Authie

## Història
| Data d'elecció                           | Identitat           | Partit               | Qualitat |
| ---------------------------------------- | ------------------- | -------------------- | -------- |
| 1945-1949                                | Pierre Herbet       | MRP                  |          |
| 1949-1979                                | Raymond de Wazières | radical, després UDF |          |
| 1979-1998                                | Jackie Pillon       | UDF-PSD              |          |
| 1998-                                    | Jean-Paul Nigaut    | Divers gauche        |          |
| les dades anteriors no són pas conegudes |                     |                      |          |
|                                          |                     |                      |          |

## Demografia
| A partir de 1990: Població sense dobles comptes |